# The Louisville Times
The Louisville Times est un journal quotidien américain publié à Louisville de 1884 à 1987.